# Alianza Asiria Universal
La Alianza Universal Asiria (en siríaco: ܚܘܝܕܐ ܬܒܼܝܠܝܐ ܐܬܘܪܝܐ; en árabe: الاتحاد الآشوري العالمي‎; en persa: اتحادیه جهانی آشوریان‎), popularmente conocida como Khooyada (en siríaco: ܚܘܝܕܐ, lit. 'unión, alianza') es una organización étnica asiria creada como entidad multipartidista para incluir a todas las organizaciones asirias del mundo. Su dirigente desde 2008 es Yonathan Betkolia, natural de Irán y representante asirio en el parlamento de la República Islámica de Irán.

## Historia
La Alianza Universal Asiria fue fundada el 13 de abril de 1968 en Pau, Francia, donde se sostuvo su primer congreso. La AUA, como organización global, busca difundir, defender y enaltecer el nombre asirio en el mundo, asegurar los derechos humanos del pueblo asirio en su tierra natal y alcanzar un estado autónomo en la patria asiria (Bet Nahrain). En 1983 se estructuró como partido político en Nueva Jersey (Estados Unidos). En 1991, entró a formar parte de la Organización de Naciones y Pueblos No Representados (UNPO). En 1992, empezó a participar en las conferencias asirias como partido político, aunque pocas organizaciones lo aceptan como representante de todos los asirios.
- En 2010, las entidades afiliadas eran:
- Congreso Nacional Asirio de Georgia
- Consejo Nacional Asirio de Irán
- Asociación Asiria de Armenia
- Federación Nacional Asiria de Australia
- Federación Asiria de Rusia

Tras la creación de la AUA, se emprendió un esfuerzo serio para abordar la necesidad de la nación asiria de tener su propia bandera oficial. Este esfuerzo a nivel mundial reunió una gran cantidad de diseños que fueron presentados ante el congreso de la AUA. En 1971, se adoptó la bandera diseñada por George Bit-Atanus en 1968, la cual sigue siendo usada por la gran mayoría de asirios del mundo.